# Хомушня
Хомушня — річка в Україні, у Вінницькому й Липовецькому районах Вінницької області, ліва притока Кобильні (басейн Південного Бугу).

## Опис
Довжина річки 17  км. Формується з багатьох безіменних струмків та водойм.

## Розташування
Бере початок на північному заході від Степанівки. Тече переважно на північний схід через Михайлівку і між Коханівкою й Свердлівкою впадає у річку Кобильню, ліву притоку Десни.
Населені пункти вздовж берегової смуги: Великі Крушлинці, Козинці.
Річку перетинає автомобільна дорога Р17.

## Флора і фауна
Як і багато малих річок Поділля, Хомушня відображає характерні риси флори і фауни для цього регіону.

### Флора
Рослинність уздовж річки Хомушня є типовою для лісостепової зони, що поєднує в собі елементи степу та лісових масивів:
1. Водна рослинність: У річці та на її берегах можна знайти такі водні рослини, як рогіз, очерет, частуха, а також різні види водоростей.
2. Прибережна зона: Береги річки густо порослі луговими травами, серед яких переважають осоки, лепеха, а також степові трав'янисті рослини, зокрема конюшина, ромашка, чебрець.
3. Лісові ділянки: У місцях, де річка протікає поблизу лісів, ростуть дуб, клен, граб, а також кущі калини, терену та ліщини.

### Фауна
Хомушня та її прибережні зони є середовищем проживання для різноманітних видів тварин і птахів:
1. Риби: У річці мешкають різні види риб, характерні для малих прісноводних річок України. Серед них — карась, окунь, плітка, йорж, щука. Останні роки трапляються карп (короп), товстолобик.
2. Амфібії: Біля водойми часто зустрічаються жаби, тритони, а також саламандри кілька видів ящірок.
3. Птахи: У прибережних чагарниках гніздяться дикі качки, водяні курочки, чаплі, а також інші водоплавні та болотні птахи.
4. Ссавці: У лісах і луках, прилеглих до річки, можна зустріти таких тварин, як зайці, лисиці, а також різні види гризунів.

Річка Хомушня є важливим екосистемним елементом у регіоні, забезпечуючи середовище для проживання багатьох видів рослин і тварин.